# Wysoczyzna Kończycka
Wysoczyzna Kończycka (512.11) – mezoregion Kotliny Ostrawskiej, znajdujący się w Polsce oraz w Czechach.
Znajdujący się po polskiej stronie, pomiędzy dolinami Olzy i Wisły, północno-wschodni skraj Kotliny Ostrawskiej o powierzchni około 130 km².
Są to faliste wierzchowiny, których wysokości nie przekraczają 300 m n.p.m. Rozcięcie ich przez 2-rzędne doliny na szereg garbów i izolowanych pagórków spowodowało, że wznoszą się one na 35–70 m ponad dno dolin rzek. Budują je osady miocenu, na których znajdują się żwiry, przykryte silnie zniszczonymi utworami polodowcowymi zlodowacenia krakowskiego. Najwyższe wierzchowiny pokrywa gruba warstwa lessów i podatnych na wietrzenie glin lessopodobnych. Na najniższych terasach zalewowych doliny Olzy i jej dopływów występują natomiast pylaste utwory wietrzelinowe.